# Шрагер, Розмари
Розмари Жаклин Шрагер (англ. Rosemary Jacqueline Shrager; род. 21 января 1951) — британский шеф-повар, историк кулинарии и телеведущая, наиболее известная как преподаватель высокой кухни в реалити-шоу «Укрощение строптивых» и как судья на кулинарных шоу Soapstar Superchef и Culinary Genius. Она также появилась в реалити-шоу «Я знаменитость… Вытащи меня отсюда!». Среди других телевизионных проектов — «Столкновение на кухне с Розмари Шрагер», в котором она перевела нездоровые семьи из фаст-фуда на полноценную кухню. Шрагер — опытный шеф-повар, она сотрудничала с другим судьёй Soapstar Superchef Жаном-Кристофом Новелли.
Дочь (и третий ребёнок) Джона Уорлледжа, исполнительного директора компании, и его жены, Джун Розмари Твентман Дэвис, Шрагер получила образование в Норвичской школе искусств и дизайна и Школе изящных искусств Хизерли с намерением стать архитектором. Она замужем за адвокатом Майклом Шрагером, за которого вышла замуж, когда ей был 21 год; у них двое детей. После замужества она основала кейтеринговую компанию.

## Публикации
- Castle Cook (2001) ISBN 978-1-84159-049-3
- School for Cooks (2008) ISBN 978-1-4053-3513-3
- Yorkshire Breakfast (2011)
- Absolutely Foolproof Classic Home Cooking (2011) ISBN 978-0-600-62207-9
- Absolutely Foolproof Food for Family & Friends (2012)